# ليلة الأحزان
```
لَيْلَةُ الأحْزان
 (
بالأسبانية
La Noche Triste ː)، كانَت عِبارة عَن حدث مُهمَ خِلال فََترة 
الغَزو الإسباني لإمبِراطورية الأزتك
، حيث تمَ طردْ 
أرنان كورتيس
 وجَيشه منَ 
الغُزاة الإسبان
 وحُلفائهم الأصليين من عاصِمة 
الأزتك
، 
تينوتشتيتلان
.
```

## مقدمة
وصلت بعثة كورتيس الاستكشافية إلى تينوتشتيتلان في 8 نوفمبر 1519، حيث أقامت في مجمع خاص في المدينة. بعد ذلك بوقت قصير، للاشتباه في الخيانة من جانب مضيفيهم، أخذ الإسبان موكتيزوما الثاني، ملك الأزتك، كرهينة. على الرغم من أن موكتيزوما اتبع تعليمات كورتيس في التأكيد المستمر لرعاياه على أن الآلهة قد أمرته بالتحرك مع الإسبان وأنه فعل ذلك عن طيب خاطر، إلا أن الأزتيك اشتبهوا بخلاف ذلك. خلال الأيام الـ 98 التالية، كان كورتيس وحلفاؤه المَحليون، ضيوفًا غير مرحب بهم بشكل متزايد في العاصمة.

### كورتيس يرأس الحملة العقابية الإسبانية
في يونيو 1520، وصلت أنباء من ساحل الخليج إلى كورتيس تفيد بأن الحاكم دييغو فيلاسكيز قد أرسل مجموعة أكبر بكثير من الإسبان لاعتقال كورتيس بتهمة العصيان. ترك كورتيس تينوتشتيتلان في رعاية ملازمه الموثوق به، بيدرو دي ألفارادو، سار إلى الساحل، حيث هزم الحملة الكوبية التي أرسلها بانفيلو دي نارفايس للقبض عليه. عندما أخبر كورتيس الجنود المهزومين عن ثروات تينوتشتيتلان، ووافقوا على الانضمام إليه. عاد كورتيس، مدعومًا برجال نارفايس، إلى تينوتشتيتلان.

### فقدان السيطرة في تينوتشتيتلان
أثناء غياب كورتيس، أمر بيدرو دي ألفارادو بالقيام بذبح «وقائي» لنبلاء الأزتك والكهنة الذين كانوا يحتفلون بعيدًا في المعبد الرئيسي للمدينة. ردًا على ذلك، فرض الأزتيك حصارًا على المجمع الإسباني، الذي كان لا يزال يُحتجزًا فيه موكتيزوما. بحلول الوقت الذي عاد فيه كورتيس إلى تينوتشتيتلان في أواخر يونيو، كان الأزتيك قد انتخبوا مَلكً جديدًا اسمه كويتلاهواك.

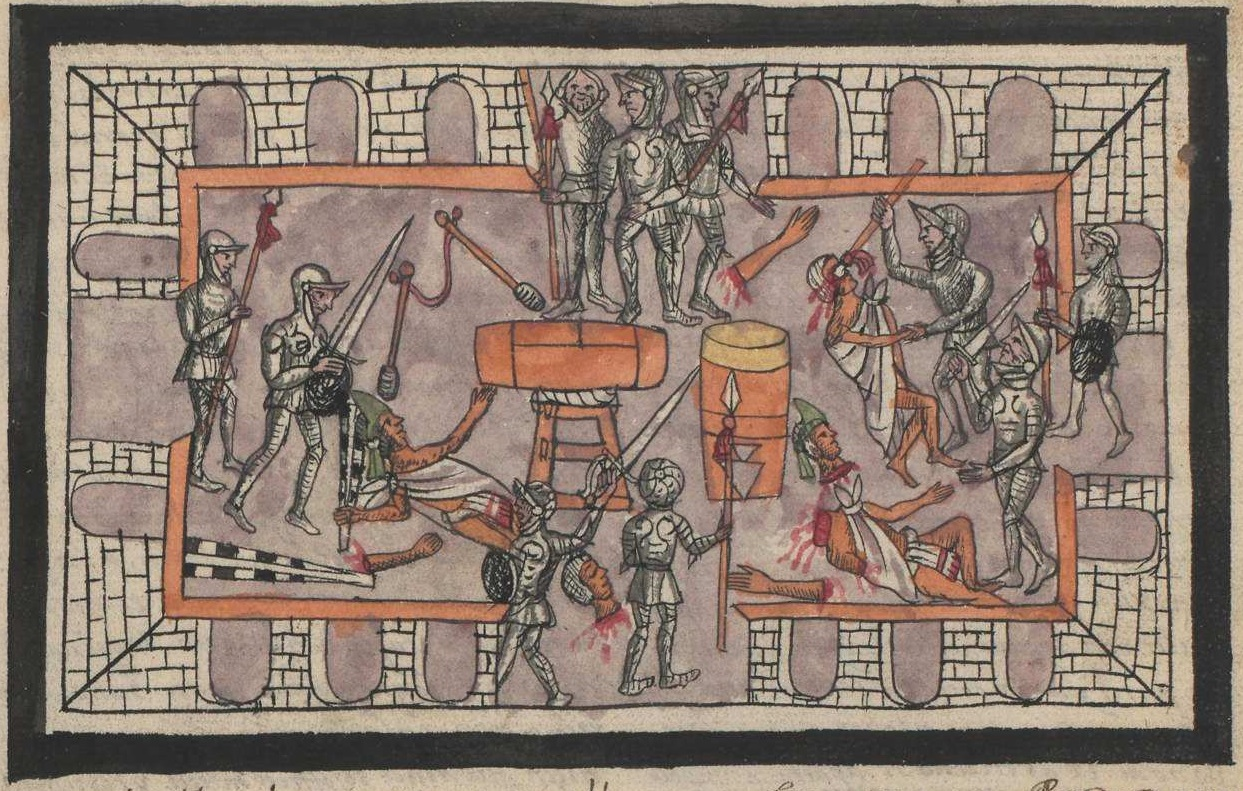
ذَبح الاسبان لنُبلاء الازتك.

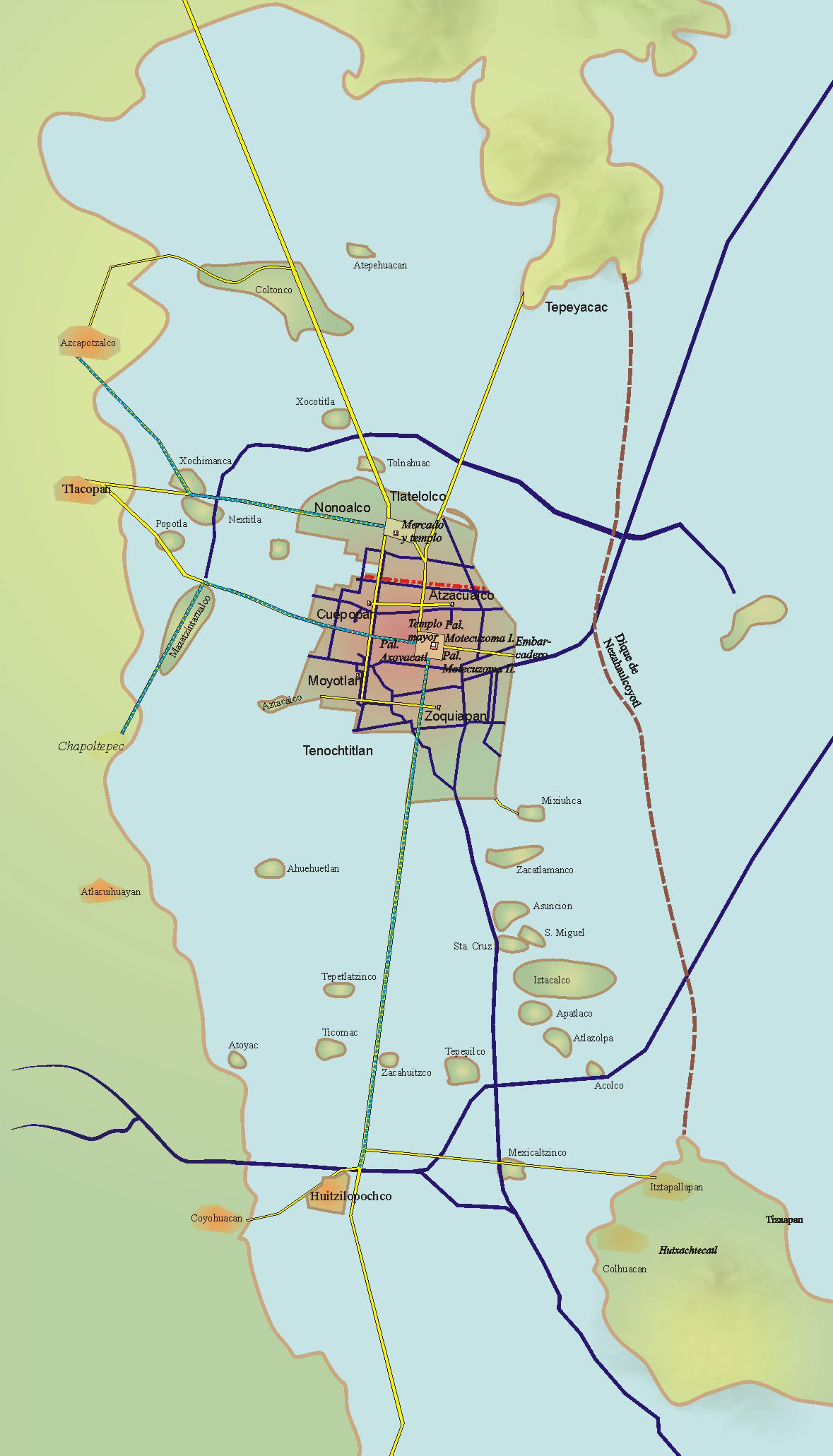
خَريطة لتينوتشتيتلان عاصمة إمبراطورية الآزتيك توضح الجسور المؤدية إلى خارج العاصمة.

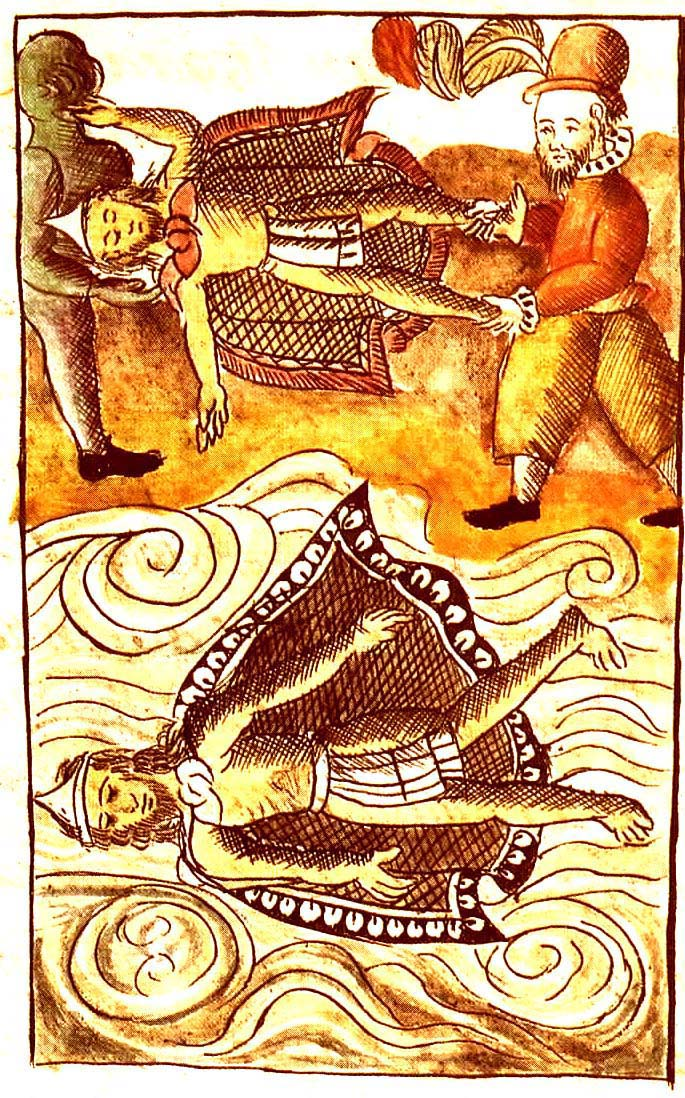
موت موكتيزوما ، تَصوير من القرن السادس عَشر.

أمر كورتيس موكتيزوما بمخاطبة شعبه من الشرفة لإقناعهم بوقف القتال والسماح للإسبان بمغادرة المدينة بسلام. ومع ذلك، سخر الأزتك من موكتيزوما، ورشقوه بالحجارة والسهام. حسب الروايات الإسبانية، قُتل موكتيزوما في هذا الهجوم من قبل الأزتيك، على الرغم من أن الأزتيك يزعمون أنه قُتل بدلاً من ذلك على يد الإسبان.
مع موت موكتيزوما، أدرك كورتيس وألفارادو أنهما في وضع حرج. تحت هجوم مستمر، مع نقص في البارود والطعام والماء، قرر كورتيس الهروب من المدينة ليلا. من أجل إبعاد الأزتيك عن حذرهم، أرسل رسلًا يطلبون وقفًا لإطلاق النار لمدة أسبوع، وفي نهايته سيعيد الإسبان أي كنز كانوا في حوزتهم ويسمح لهم بمغادرة المدينة بسلام.
نظرًا لأن الأزتيك قد دمروا أربعة من الجسور الثمانية المؤدية إلى تينوتشتيتلان، ابتكر الإسبان جسرًا محمولًا يمكنهم استخدامه لعبور أي أجزاء غير ممتدة من المياه. أمر كورتيس بتعبئة أكبر قدر ممكن من الذهب المتراكم والغنائم الأخرى وحملها بعيدًا، وأمر الجنود الإسبان لأخذ ما تبقى من الذهب وحمله معهم. ستؤدي هذه الأوامر إلى مَقتل العديد من الجنود كَونهم كانوا مثقلوا بالكنوز، فوجدوا أنه من المستحيل التنقل في الجسور وغيرها من العوائق التي تم مواجهتها في طريق الخروج من المدينة.
سيتعين على كورتيس في النهاية الاختيار من بين ثلاثة طرق برية: الشمال إلى تلاتيلولكو، والتي كانت أقل المسارات خطورة ولكنها تتطلب أطول رحلة عبر المدينة؛ جنوبًا إلى كويوهواكان وأزتوبلابا، وهما بلدتان لا ترحبان بالإسبان؛ أو غربًا إلى تلاكوبان، والتي تطلبت أقصر رحلة عبر تينوتشتيتلان، على الرغم من أنها لن تكون موضع ترحيب هناك أيضًا. محتاجًا إلى أسرع طريق للخروج من تينوتشتيتلان بكل ما لديه من مؤن وجُنود، اختار كورتيس الجسر الغربي المؤدي إلى تلاكوبان.

### تَوجُه الاسبانية لجسر الخروج

طريق هروب الأسباني إلى تلاكسكالا.

في ليلة 1 يوليو 1520،  غادر جيش كورتيس الكبير مجمعهم واتجه غربًا باتجاه جسر تلاكوبان. كان الجسر على ما يبدو بدون حراسة، وشق الإسبان طريقهم للخروج من مجمعهم دون أن يلاحظه أحد، متعرجين طريقهم عبر المدينة النائمة تحت غطاء عاصفة ممطرة. قبل الوصول إلى الجسر، لاحظهم محاربو الأزتك المعروفون باسم «محارب النسر»، الذين أطلقوا ناقوس الخطر. ثم أطلق آخرون جرس الإنذار، أولاً بواسطة امرأة كانَت تسحب الماء، ثم من قبل كاهن ويتزيلوبوتشتلي من أعلى المَعبد.
مع انتشار الإنذار، خرج العديد من محاربي الأزتك، من النبلاء والعامة على حد سواء، من منازلهم وبدأوا في مهاجمة الإسبان في كل اتجاه من زوارقهم أو على الجسر بالسيوف والرماح والسهام والأحجار ملقاة من الرافعات. كان القتال شرسًا. عندما وصل الإسبان وحلفاؤهم المَحَليون إلى الجسر، ظهرت المئات من الزوارق في المياه بجانبهم لإسعافهم. شق الأسبان طريقهم عبر الجسر تحت المطر. وبسبب وزن الذهب والمعدات، فقد بعض الجنود أقدامهم وسقطوا في البحيرة وغرقوا. وسط طليعة من الخَيالة، تقدم كورتيس للأمام ووصل إلى اليابسة في تاكوبا، تاركًا بقية الحملة للدفاع عن نفسها في المعبر الغادر.
عند رؤية الناجين الجرحى وهم يندفعون إلى القرية، عاد كورتيس وفرسانه إلى الجسر، حيث التقوا بقوات بيدرو دي ألفارادو، غير المصحوبين بأحصنة ومصابين بجروح بالغة، برفقة حفنة من الإسبان وحلفائهم المَحليون. وفقًا لبرنال دياز ديل كاستيلو، في هذه المرحلة دَمَعت عينْ كورتيس، عندما أدرك مدى الكارثة.
تمكن كورتيس وألفارادو وأقوى الرجال وأكثرهم مهارة من شق طريقهم للخروج من تينوتشتيتلان، على الرغم من أنهم كانوا جميعًا ملطخين بالدماء ومنهكين. أصيب كورتيس نفسه في القتال. وقد فقدت كل قذائف المدفعية وكذلك معظم الخيول.
ولم تتفق المصادر على العدد الإجمالي للضحايا الذين تكبدتهم الحملة. ادعى كورتيس نفسه أن 154 إسبانيًا فقدوا مع أكثر من 2000 من الحلفاء الأصليين. قال ثوان كانو، شاهد عيان آخر على الحدث، إن 1170 إسبانيًا لقوا حتفهم، لكن هذا الرقم ربما يتجاوز العدد الإجمالي للإسبان الذين شاركوا في الحملة. قدر المؤرخ فرانسيسكو لوبيز دي جومارا، الذي لم يكن هو نفسه شاهد عيان، أن 450 إسبانيًا و 4000 من الحلفاء لقوا حتفهم. كذلك قتل نجل مونتيزوما، شيمالبوبوكا؛ أمير تيبانيك تلالتكاتزين، كما قُتل الملك كاكاماتزين، وأخواته الثلاث وشقيقان.

يقول دياز إن الإسبان عانوا من مقتل 860 جنديًا، بما في ذلك أولئك الذين سقطوا في معركة أوتومبا اللاحقة. فقدت القوات المَحلية المُتحالفة مَع الاسبان ألفاً. عانى غير المقاتلين المرتبطين بالرحلة الاستكشافية بشكل رهيب، 72 ضحية، من بينهم خمس نساء إسبانيات. ومن بين النساء القلائل اللائي نجين المترجم، دونيا لويزا، وماريا استرادا. تم تسمية الحدث باسم "La Noche Triste" («لَيْلَةُ الأحْزان») بسبب الحزن الذي شعر به كورتيس وأتباعه الذين بقوا على قيد الحياة بَعدَ الهروب من تينوتشتيتلان.

## ما بَعدَ الواقعة
انتظر الإسبان وحلفاؤهم مَعارك أخرى وهم يشقون طريقهم حول الطرف الشمالي لبحيرة زومبانغو. بعد أسبوع واحد، في معركة أوتومبا، بالقرب من تيوتيهواكان، استداروا لمحاربة الأزتيك الملاحقين، وهزمهم بشكل حاسم - وفقًا لكورتيس، لأنه قتل قائد الأزتك - ومنح الإسبان فترة راحة صغيرة سمحت لهم بالوصول لتلاكسكالا.
في تلاكسكالا خَطط كورتيس لحِصار تينوختيتلان والتَدمير النهائي لإمبراطورية الأزتك.

## المَراجع
1. 1 2 3 4 5 6 7  Diaz, B., 1963, The Conquest of New Spain, London: Penguin Books, (ردمك 0140441239)
2. 1 2 3  León-Portilla, M. 1992, 'The Broken Spears: The Aztec Accounts of the Conquest of Mexico. Boston: Beacon Press, (ردمك 978-0807055014)
3. ↑  Various sources give dates ranging from June 30 to July 4, a problem further confounded by the use of the تقويم يولياني in Europe at this time, which had diverged from the true (solar) date by almost 12 days.
4. 1 2  Hanson, Victor Davis (18 Dec 2007). Carnage and Culture: Landmark Battles in the Rise to Western Power (بالإنجليزية). Knopf Doubleday Publishing Group. ISBN:978-0-307-42518-8. Archived from the original on 2021-10-27.
5. ↑  Prescott, Appendix.
6. ↑  Prescott, Book 5, Chapter 3.

### المَصادر